# له کای
له کای (به لاتین: Les Cayes) یک شهر در هائیتی است که در شهرستان جنوبی واقع شده‌است.

## خصوصیات
له کای ۸۶٬۷۸۰ نفر جمعیت دارد.